# Saint-Martin des Crozes

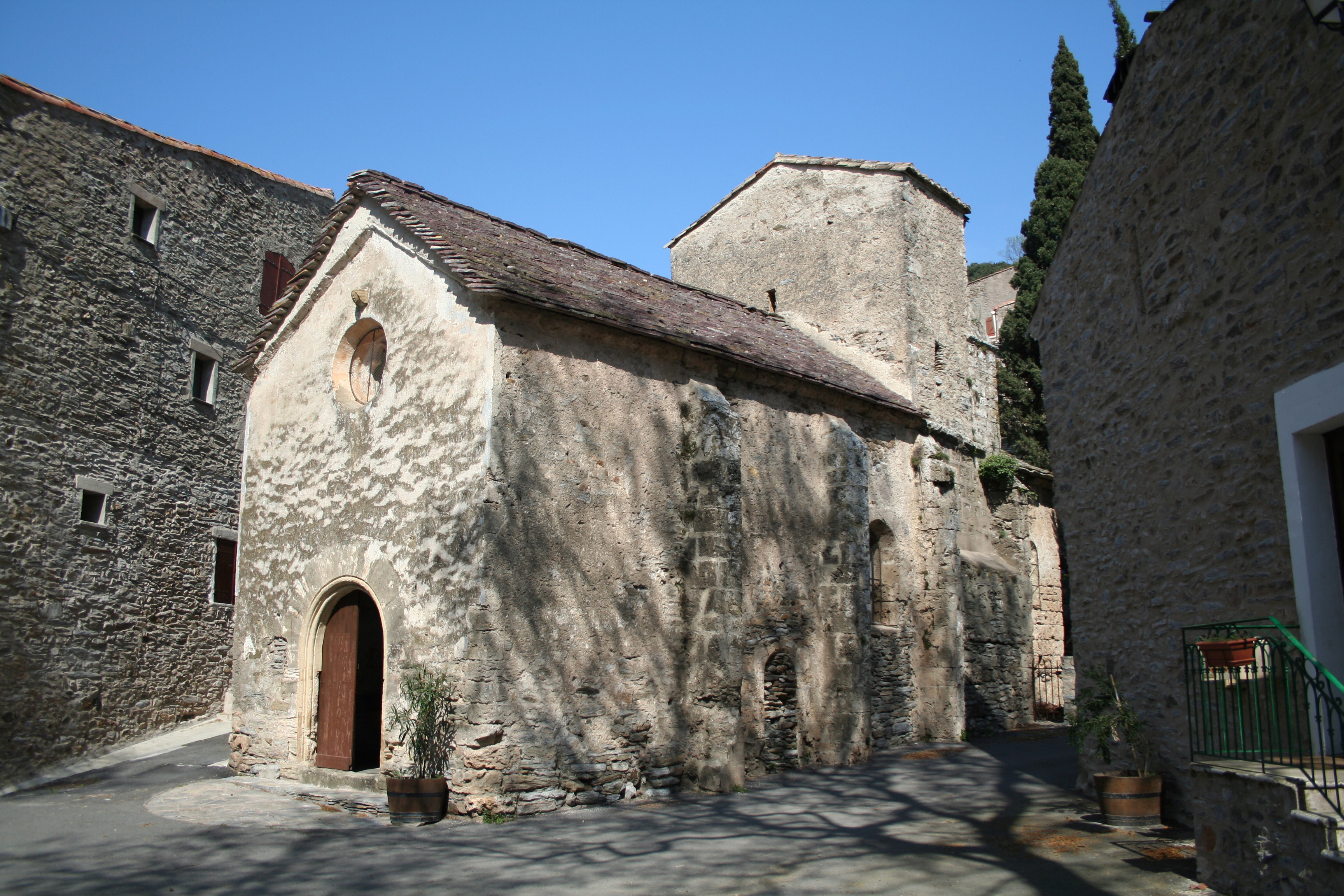
Kirche Saint-Martin des Crozes

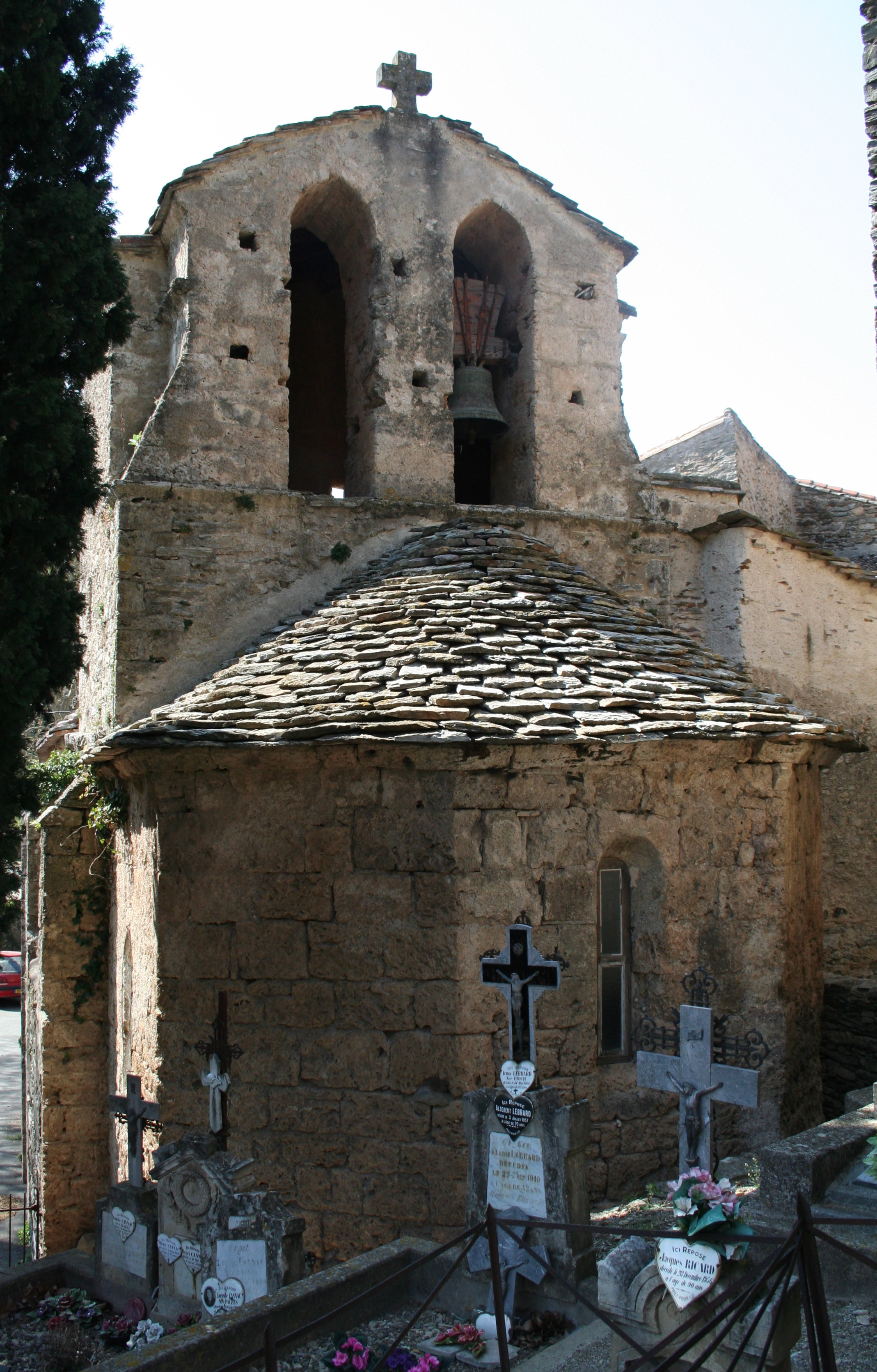
Apsis und Glockenstuhl

Die katholische Kirche Saint-Martin des Crozes in Cabrières, einer französischen Gemeinde im Département Hérault der Region Okzitanien, wurde Ende des 12. Jahrhunderts errichtet. Die Kirche steht seit 1980 als Monument historique auf der Liste der Baudenkmäler in Frankreich.

## Beschreibung
Der Saalbau besitzt einen polygonalen Chor, der von einem Gewölbe bedeckt wird. Zwei später entstandene Seitenkapellen vermitteln den Eindruck eines Querhauses. Das Langhaus besitzt ein Tonnengewölbe. Der offene Glockenstuhl über dem ersten Joch wurde im 19. Jahrhundert verändert.